# Тадеуш Прушковський
Тадеуш Прушковський (пол. Tadeusz Pruszkowski; 15 квітня 1888, с. Боруциці, Польща — 30 червня / 1 липня 1942, Варшава, Польща) — польський художник, педагог, критик, професор живопису.

## Біографія
З 1904 року навчався у Варшавській школі образотворчих мистецтв під керівництвом Конрада Кржижановського. У 1908-1911 роках з метою продовження навчання, здійснив поїздки до Франції, Швейцарії та Алжиру. У 1910-1911 жив і працював у Парижі, де в музеях знайомився з творами майстрів голландського живопису, Д. Веласкеса, А. Цорна та В. О. Сєрова. Там же експонував свої роботи на Осінніх салонах та виставках незалежних художників.
Після повернення до Варшави Прушковський став одним із засновників художньої групи «Młoda Sztuka» (Молоде мистецтво).
На початку Першої світової війни вступив добровольцем у Польські легіони, які тоді почали формуватися. І служив до 1917 року.
У 1918 році став доцентом Варшавської школи образотворчих мистецтв. З 1922 — професор, з 1930 року обіймав посаду ректора своєї альма-матер.
У 1922 році вступив до Асоціації польських художників «Rytm», активного ідеолога розвитку національного мистецтва, а також різних течій неокласицизму. Його майстерня у Школі (згодом Академії) образотворчих мистецтв стала центром мистецького життя польської столиці.
У 1934 році Прушковський — ініціатор створення Блоку професійних художників-пластиків. Організатор пленерів у Сандомирі та Казімежі-Дольному, де у 1923 році побудував віллу на Замковій горі, яка стала «Меккою» для великої кількості його учнів. Серед його відомих учнів — Вітольд Манастирський.
З 1923 року проводив тут щорічні пленери.
Тадеуш Прушковський був членом Ради Інституту пропаганди мистецтва та Товариства сприяння польському мистецтву за кордоном.
У 1930-х роках — критик-мистецтвознавець, публікував свої статті та рецензії, переважно, у виданні «Gazeta Polska».
Захоплювався кінематографом. У 1926 році зняв фільм «Szczęśliwy wisielec, czyli Kalifornia w Polsce». Пілот та автогонщик. Був учасником багатьох авторалі та авіашоу.
Під час Другої світової війни за допомогу євреям, у 1942 році був схоплений нацистами у Варшаві та розстріляний. Похований на варшавському цвинтарі «Повонзки».

## Особисте життя
28 січня 1914 року одружився з художницею Зофією Севериною, уродженою Катажинською (1887—1957). Вони були бездітні.
Тадеуш був дядьком художниці-ювеліра Ядвіги Заремської.

## Творчість
У першому періоді своєї живописної творчості займався історичною тематикою. Пізніше писав портрети, часто представників інтелектуальної еліти Польщі та членів урядових кіл, зокрема перших осіб держави Юзефа Пілсудського, Габрієля Нарутовича та Станіслава Войцеховського.
Часто створював інтимно-декораційні картини жінок. Автор пейзажів та натюрмортів.

## Виставки
- 1914 — перша персональна виставка художника у Варшаві.
- 1920 — виставка на XII Венеційському бієнале.
- 1922 — виставка Товариства сприяння польському мистецтву.
- 1927 — виставка в салоні професійних художників-пластиків.
- 1934 — виставка на XIX Венеційському бієнале.

## Ордени та нагороди
- Нагорода міста Варшава за мистецькі здобутки (1919)
- Офіцерський хрест ордена Відродження Польщі (27.11.1929)
- Хрест Незалежності (20.12.1932)
- Золотий Хрест Заслуги (11.11.1934)
- Золотий академічний лавр Польської Академії Літератури (05.11.1935)
- Командорський хрест Ордена Відродження Польщі (10 листопада 1938)
- У 1938 році став першим почесним громадянином міста Казімєж-Дольний.

## Галерея

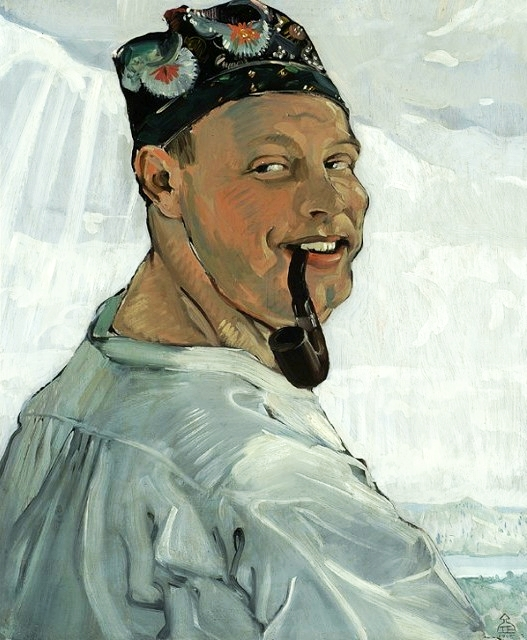
Автопортрет. 1915 рік
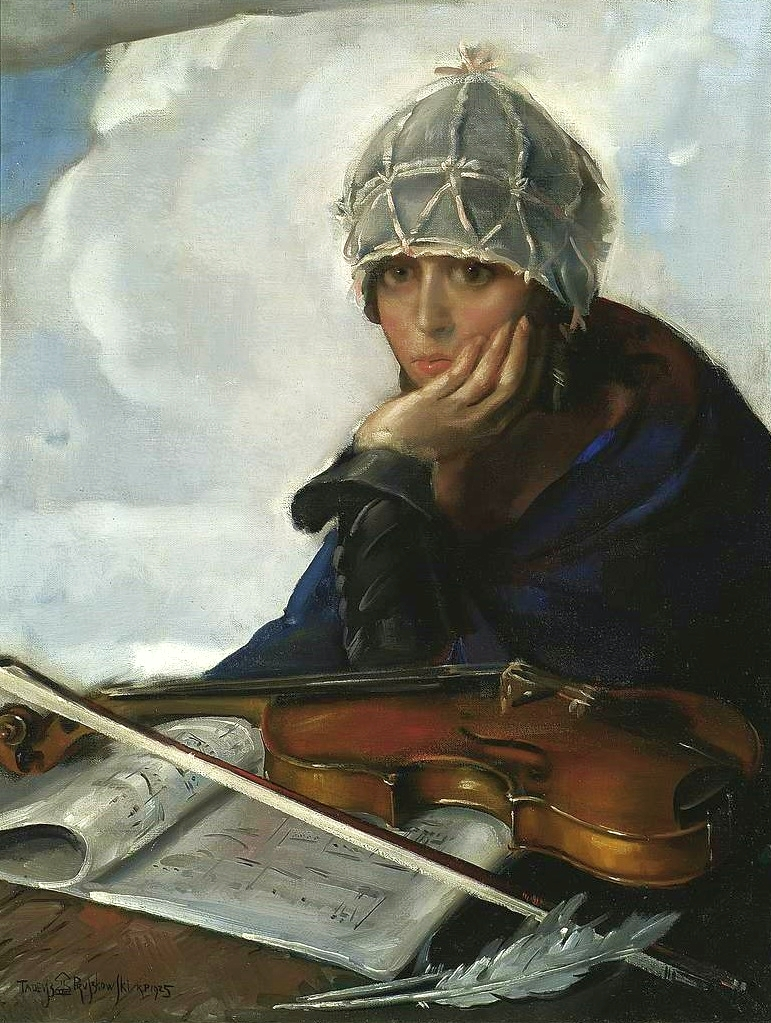
Меланхолія. 1925 рік
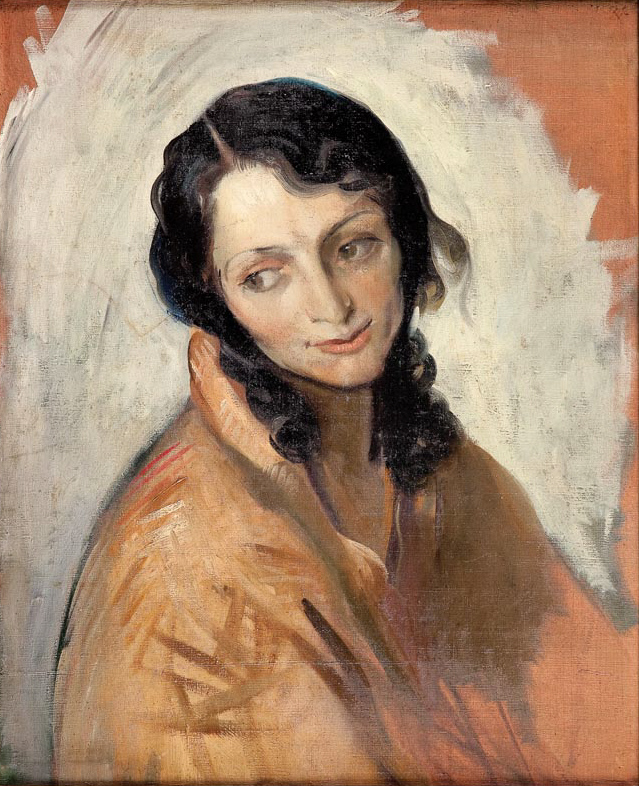
Портрет дівчини. 1902 рік
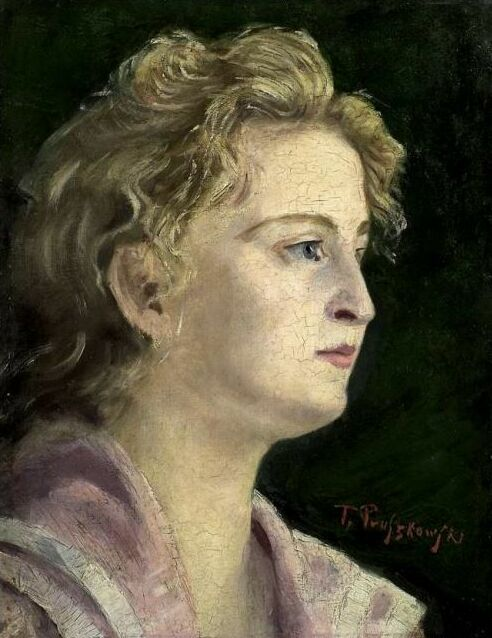
Портрет жінки